# Maoutia samoensis
Maoutia samoensis är en nässelväxtart som beskrevs av Franz Reinecke. Maoutia samoensis ingår i släktet Maoutia och familjen nässelväxter. Inga underarter finns listade i Catalogue of Life.